# 何鳳起
何鳳起（1541年—？），字文興，號近洙，湖廣黃州府蘄水縣人，軍籍，明朝政治人物、進士出身。

## 生平
萬曆元年（1573年）癸酉科湖廣鄉試第六十一名，會試第九十名，萬曆二年（1574年）登甲戌科會試第九十名，廷試第三甲第六十二名進士。三年任河南葉縣知縣，七年任福建汀州府武平縣知縣，歷官廣德州知州。

## 家族
曾祖父何希旵；祖父何仲玄；父何大昭。母王氏；繼母周氏。具庆下。